# Фьорини, Ипполито
Ипполи́то Фьори́ни (ок. 1549—1621) — итальянский композитор и лютнист. Был капельмейстером при капелле Альфонса II, герцога Феррарского, в 1568—1597 годах.
Биографических сведений о его жизни мало. Свою деятельность в качестве композитора начал в 1570 году. Выполнял не только административные функции при капелле, руководя всей музыкальной жизнью при дворе Феррары, но и непосредственно участвовал в различных мероприятиях, в том числе в так называемых «концертах донн», которыми дирижировал Луццаско Луццаски. Играл на архилютне, сочинил музыку для «балета донн», был ответственным за Accademia della Morte с 1594 по 1597 год. Писал псалмы, мотеты, мессы, сонеты, мадригалы.